# Dorfkirche Rochau

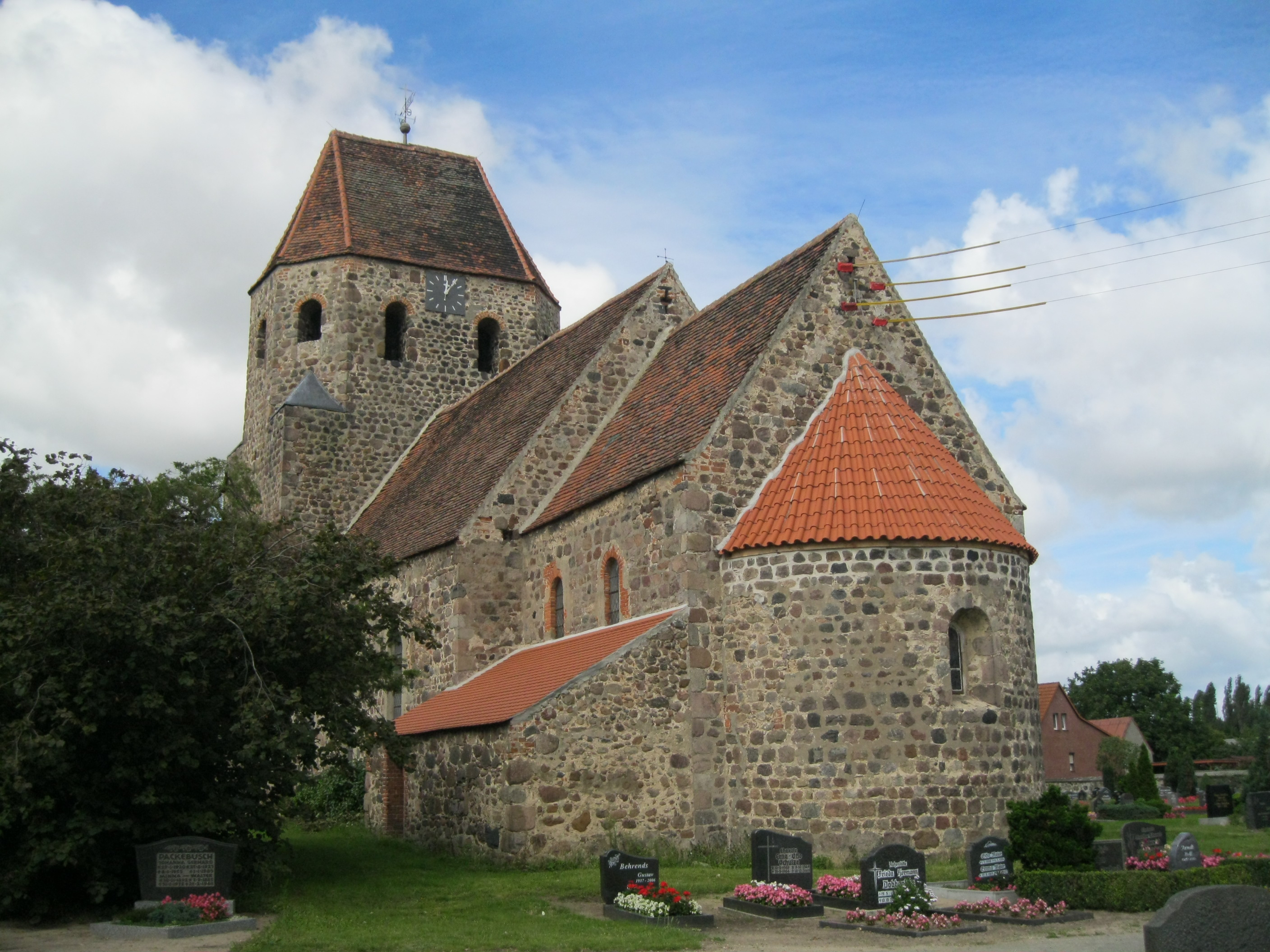
Dorfkirche Rochau

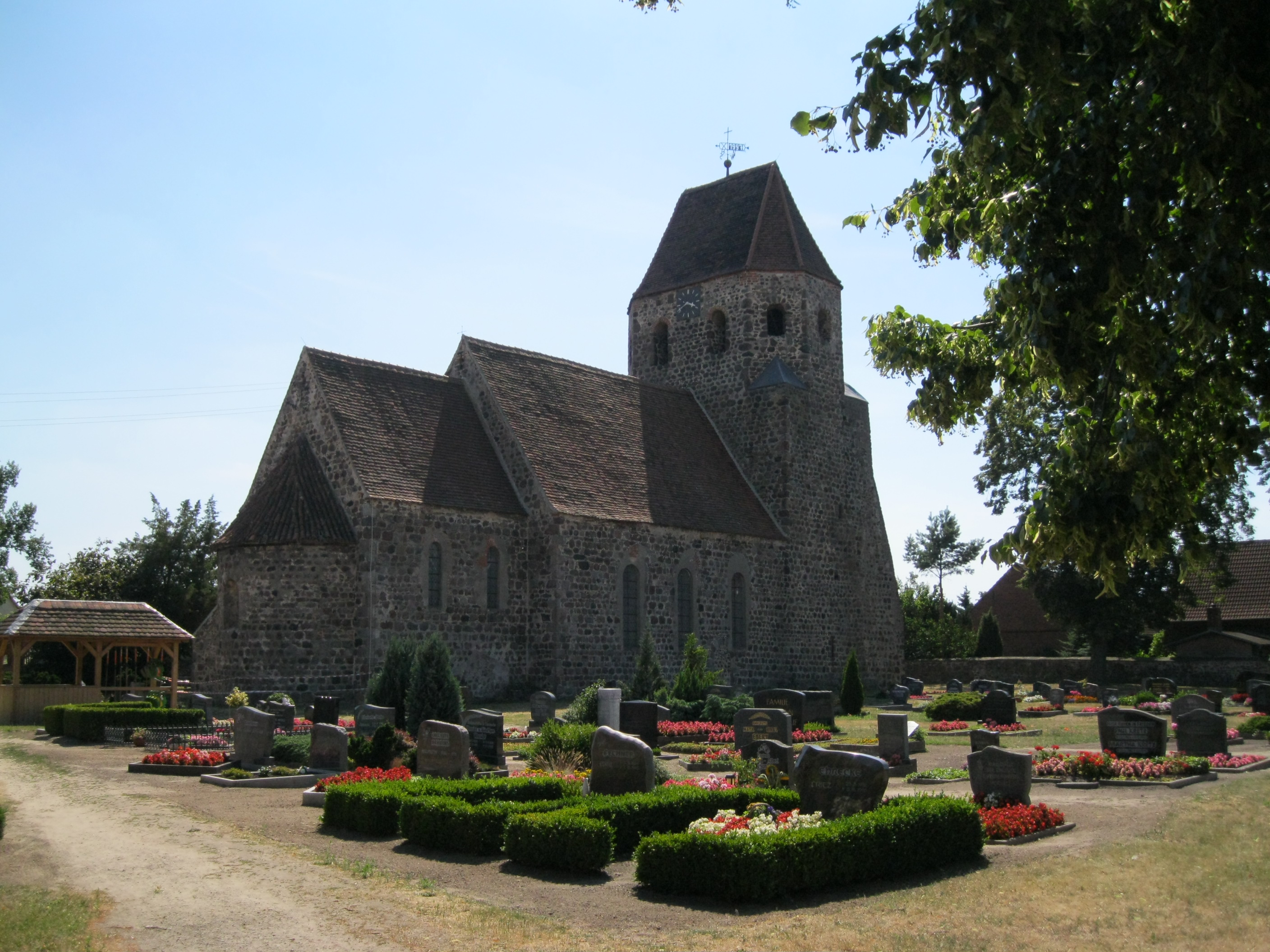
Ansicht von Nordost

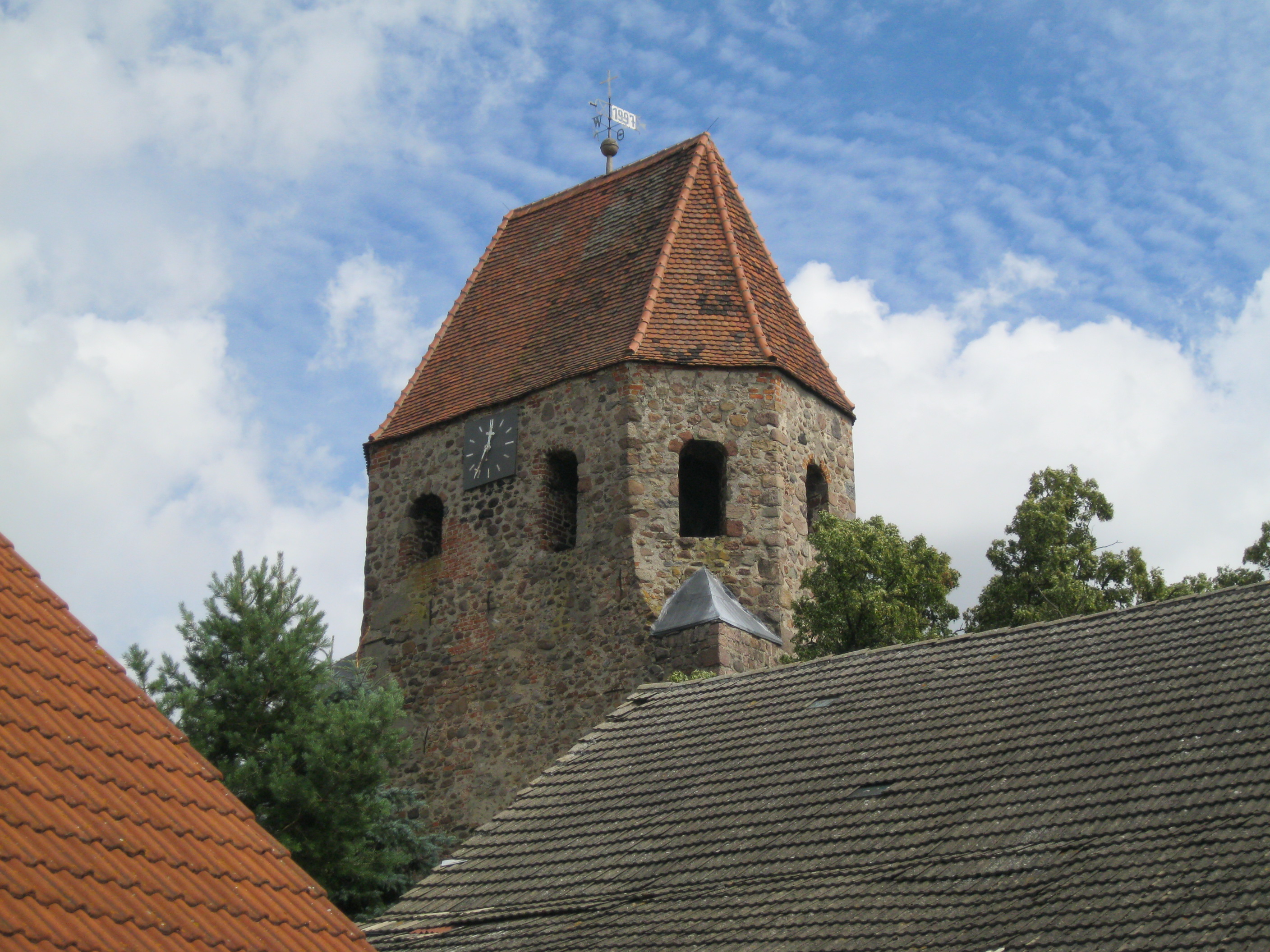
Glockengeschoss

Die evangelische Dorfkirche Rochau ist eine spätromanische Feldsteinkirche in Rochau im Landkreis Stendal in Sachsen-Anhalt. Sie gehört zur Kirchengemeinde Klein Schwechten im Kirchenkreis Stendal der Evangelischen Kirche in Mitteldeutschland.

## Geschichte und Architektur
Der Ort gehörte zum Besitz des Klosters St. Ludgeri in Helmstedt und wurde 1238 als rocgave erwähnt. Die Dorfkirche Rochau ist ein monumentales, sorgfältig ausgeführtes Bauwerk in Feldstein, das dendrochronologisch auf um 1205 (d) datiert wurde. Es besteht aus dem Schiff mit eingezogenem Chor mit Apsis und einem mächtigen Westquerturm (Vollständige Anlage). Ungewöhnlich ist das achteckige, in Querrichtung verlängerte Glockengeschoss, das mit rundbogigen Schallöffnungen versehen ist und durch ein Walmdach abgeschlossen wird. Die achteckige Form ist typisch für die Harzgegend und mit dem Turm der Dorfkirche Hämerten vergleichbar, die jedoch als Chorturmkirche ebenso als Sonderfall in der Altmark gilt. Die Fenster wurden 1779 zum Teil stichbogig vergrößert, an der Apsis ist ein romanisches Fenster erhalten. An der Südseite des Schiffes ist ein heute vermauertes Rundbogenportal mit Kämpfergesims angeordnet, ein weiteres vermauertes Portal findet sich auf der Nordseite. Im 19. Jahrhundert wurde ein Westportal im Turm eingebrochen. Restaurierungen fanden 1967 und 1995 statt.
Da das Erdgeschoss des Turmes ursprünglich keinen Zugang hatte und das erste Turmgeschoss ursprünglich nur über Einsteigetüren mit Sperrbalkenverschlüssen zugänglich war, wird die Kirche in Rochau als Wehrkirche gedeutet. Diese Betrachtungsweise wird in neueren Publikationen auf eine Interpretation als „Fluchtkirche“ relativiert. In der Mauerstärke an der Südseite führt eine Treppe in das zweite Obergeschoss, die mit Kreisfenstern belichtet ist.
Im Innern des Turms gibt es zwei übereinander liegende Geschosse mit querliegenden Tonnengewölben. Der untere Raum war ursprünglich mit zwei Rundbogenarkaden zum Schiff geöffnet, von denen eine heute verschlossen ist. Ähnliche Arkaden an verwandter Stelle finden sich in den Dorfkirchen von Klein Schwechten, Insel, Wiepke und Nahrstedt. Im Schiff und im Chor sind flache Holzbalkendecken eingezogen; am Triumphbogen und am Apsisbogen finden sich romanische Kämpfer.

## Ausstattung
Eine feingearbeitete, ungefasste Kanzel stammt aus dem Jahr 1674. Sie wurde von Caspar Hoppenstedt aus Arendsee hergestellt und im Jahr 1967 restauriert. An der südlichen Chorwand stehen drei nahezu vollplastische Schnitzfiguren aus der Zeit um 1420, die Maria, die heilige Barbara und den heiligen Antonius von Padua darstellen. Das schlichte Gestühl, die Empore und die Orgel stammen aus dem Jahr 1871. Die ehemals hufeisenförmige Empore wurde teilweise abgebrochen.